# Хенри Кинаски
Хенри Чарлс „Хенк“ Кинаски (енгл. Henry Charles "Hank" Chinaski) је биографски протагониста неколико радова америчког писца Чарлса Буковског. Појављује се у пет његових романа, бројним кратким причама и поемама, и у филму из 1987. „Барска мушица“. Кинаскијева биографија се у великој мјери заснива на биографији његовог креатора. Радови у којима се појављује су: Confessions of a Man Insane Enough to Live With the Beasts (1965), Post Office (1971), South of No North (1973), Фактотум (1975), Жене (1978), Блудни син (1982), Hot Water Music (1983), Холивуд (1989), и Septuagenarian Stew (1990). Такође се кратко помиње на крају последњег романа Чарлса Буковског, Pulp.
Њега је у филму „Барска мушица“, за који је Буковски написао сценарио, глумио Мики Рурк. У филму „Фактотум“, који је снимљен 2005. године глумио га је Мет Дилон. У холандском кратком филму „Плави аутобус“ (2009) глуми га Јан Мулдер.